# Real Gone
Albums de Tom Waits
Alice
(2002) Orphans: Brawlers, Bawlers & Bastards
(2006)
Real Gone est un album de Tom Waits sorti le 3 octobre 2004 en Europe et le 5 octobre 2004 aux États-Unis. Tom Waits a confié en 2004 que c'est son épouse qui a eu l'idée du titre de l'album.

## Historique
Le bassiste Les Claypool du groupe Primus a joué sur les morceaux Hoist That Rag, Shake It et Baby Gonna Leave Me.

## Accueil critique
L'auteur de la biographie de Tom Waits, le journaliste Barney Hoskyns s'est dit un peu déçu par l'album.

## Liste des titres
1. Top of the Hill - 4:55
2. Hoist That Rag - 4:20
3. Sins of My Father - 10:36
4. Shake It - 3:52
5. Don't Go into That Barn - 5:22
6. How's It Gonna End - 4:51
7. Metropolitan Glide[2] - 4:13
8. Dead and Lovely - 5:40
9. Circus[3] - 3:56
10. Trampled Rose [4]- 3:58
11. Green Grass[5] - 3:13
12. Baby Gonna Leave Me - 4:29
13. Clang Boom Steam - 0:46
14. Make It Rain [6]- 3:39
15. Day After Tomorrow - 6:56
16. Chickaboom (piste cachée) - 1:17

## Musiciens
- Bryan "Brain" Mantia – Percussions, claps
- Les Claypool – basse
- Harry Cody – guitare, banjo
- Mark Howard – cloches, claps
- Marc Ribot – guitare, banjo, cigar box guitar banjo
- Larry Taylor – basse, guitare
- Casey Waits – batterie, turntables, percussions, claps
- Tom Waits – chant, guitare, chamberlin, percussions, shakers
- Trisha Wilson – claps